# Енн Макк'юн Гарпер
Енн Макк'юн Гарпер (англ. Anna McCune Harper; 2 липня 1902 — 14 червня 1999) — колишня американська тенісистка.
Перемагала на турнірах Великого шолома в змішаному парному розряді.
Завершила кар'єру 1932 року.

## Фінали турнірів Великого шолома

### Одиночний розряд :1 поразка
| Результат | Рік  | Турнір        | Покриття | Суперниця     | Рахунок  |
| --------- | ---- | ------------- | -------- | ------------- | -------- |
| Поразка   | 1930 | Чемпіонат США | Трава    | Бетті Натголл | 1–6, 4–6 |

### Парний розряд :2 поразки
| Результат | Рік  | Турнір        | Покриття | Партнерка  | Суперниці                         | Рахунок       |
| --------- | ---- | ------------- | -------- | ---------- | --------------------------------- | ------------- |
| Поразка   | 1928 | Чемпіонат США | Трава    | Едіт Кросс | Гейзел Гочкіс-Вайтмен Гелен Віллс | 2–6, 2–6      |
| Поразка   | 1930 | Чемпіонат США | Трава    | Едіт Кросс | Бетті Натголл Сара Палфрі-Кук     | 6–3, 3–6, 5–7 |

### Мікст :1–1
| Результат | Рік  | Турнір               | Покриття | Партнер        | Суперник і суперниця     | Рахунок       |
| --------- | ---- | -------------------- | -------- | -------------- | ------------------------ | ------------- |
| Перемога  | 1931 | Вімблдонський турнір | Трава    | Джордж Лот     | Джоан Рідлі Ієн Коллінс  | 6–3, 1–6, 6–1 |
| Поразка   | 1931 | Чемпіонат США        | Трава    | Вілмер Еллісон | Бетті Натголл Джордж Лот | 3–6, 3–6      |

## Часова шкала турнірів Великого шлему в одиночному розряді
| W | Ф | ПФ | ЧФ | #Р | КТ | К# | DNQ | A | NH |

| Турнір               | 1925  | 1926  | 1927  | 1928  | 1929  | 1930  | 1931  | 1932  | Career SR |
| -------------------- | ----- | ----- | ----- | ----- | ----- | ----- | ----- | ----- | --------- |
| Чемпіонат Австралії  |       |       |       |       |       |       |       |       | 0 / 0     |
| Чемпіонат Франції    |       |       |       |       |       |       |       |       | 0 / 0     |
| Вімблдонський турнір | 3р    | 1р    |       |       |       |       | 2р    | 1р    | 0 / 4     |
| Чемпіонат США        |       |       |       | 3р    | 3р    | Ф     | ЧФ    | ЧФ    | 0 / 5     |
| SR                   | 0 / 1 | 0 / 1 | 0 / 0 | 0 / 1 | 0 / 1 | 0 / 1 | 0 / 2 | 0 / 2 | 0 / 9     |